# Mittelbergheim

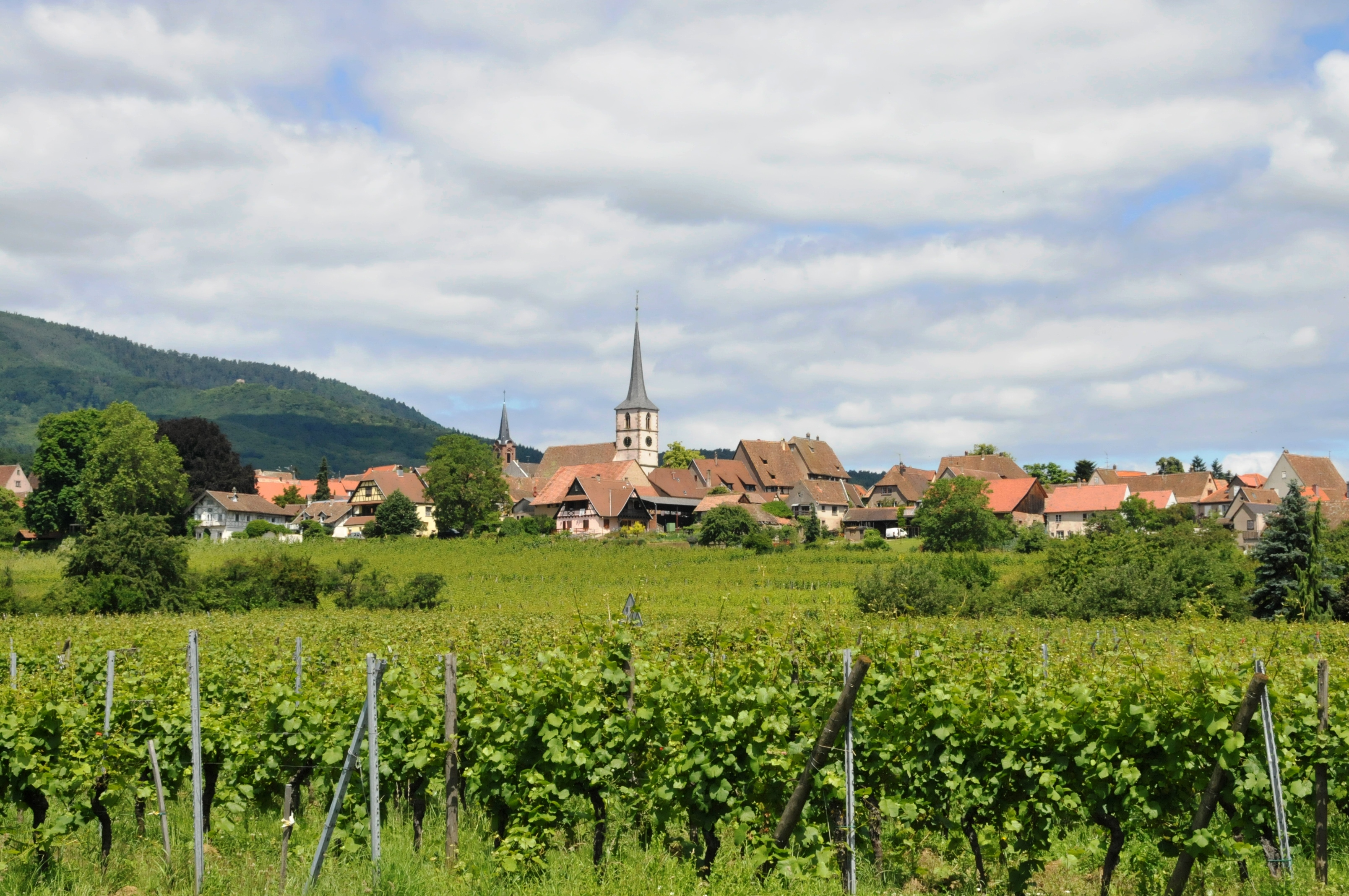
Ortsansicht von Süden

Mittelbergheim ist eine französische Gemeinde mit 598 Einwohnern (Stand 1. Januar 2021) im Département Bas-Rhin in der Europäischen Gebietskörperschaft Elsass und in der Region Grand Est. Sie gehört zum Arrondissement Sélestat-Erstein und zum Kanton Obernai.
Die Gemeinde wird von der Vereinigung Les plus beaux villages de France zu den schönsten Dörfern Frankreichs gezählt.

## Geografie
Mittelbergheim liegt am Fuß der Vogesen zwischen Barr und Andlau an der Elsässer Weinstraße (Route des vins d’Alsace), etwa 25 Kilometer südwestlich von Straßburg.

## Geschichte
Der Ort war ursprünglicher Stammsitz des Adelsgeschlechts der Freiherren und Grafen von Berckheim.
Von 1871 bis zum Ende des Ersten Weltkrieges gehörte Mittelbergheim als Teil des Reichslandes Elsaß-Lothringen zum Deutschen Reich und war dem Kreis Schlettstadt im Bezirk Unterelsaß zugeordnet.

### Bevölkerungsentwicklung
| Jahr      | 1910 | 1962 | 1968 | 1975 | 1982 | 1990 | 1999 | 2006 | 2012 |
| Einwohner | 677  | 613  | 640  | 651  | 647  | 628  | 617  | 675  | 660  |

## Sehenswürdigkeiten
- Evangelische Kirche mit Chorturm aus dem 12. Jahrhundert
- Römisch-katholische Kirche St. Stephan (Église Saint-Étienne), erbaut 1893
- Grabplatte eines Mönches aus dem 12. Jahrhundert, heute am Weingut Gilg angebracht

|  |  |

## Wirtschaft
In Mittelbergheim liegt die Alsace-Grand-Cru-Lage Zotzenberg. Hier wird ein im Elsass so genanntes Weinschlagbuch, in dem die Weinpreise und die Bedingungen des Weinbaus eingetragen werden, lückenlos seit 1456 geführt.

## Sonstiges
- Der polnische Literaturnobelpreisträger Czesław Miłosz besuchte Mittelbergheim Mitte der 1950er Jahre und verfasste ein Gedicht über das Dorf.
- Jan Peter Tripp, ein wichtiger deutscher Vertreter des Realismus, lebt und arbeitet als freier Maler und Graphiker in Mittelbergheim.